# Wolf Donner (Autor)
Wolf Donner (* 27. Januar 1923 in Berlin; † 14. November 2018 in Köln) war ein deutscher Entwicklungshelfer und freier Schriftsteller.

## Leben
Wolf Donner besuchte die Volks- und Oberrealschule in Berlin und Dessau. Im Zweiten Weltkrieg war er zuletzt Obergefreiter. Nach seiner Rückkehr aus der Kriegsgefangenschaft im Jahr 1946 fand er Beschäftigung in der chemischen Industrie, zunächst als einfacher Arbeiter. Von 1947 bis 1949 absolvierte er eine Lehre als Industriekaufmann. Es folgte ein kurzes Zwischenspiel als kaufmännischer Angestellter. Ab 1949 studierte er Volkswirtschaftslehre, Sozialpolitik und Wirtschaftsgeographie an der Humboldt-Universität in Ost- und an der Freien Universität in West-Berlin. Im Jahr 1953 graduierte er zum Diplom-Volkswirt, 1959 wurde er an der Universität zu Köln promoviert. Nach seinem Wiedereinstieg ins Berufsleben wirkte Wolf Donner als Pressereferent beim nordrhein-westfälischen Landesverband des Sozialverbands VdK Deutschland und als Redakteur von Verbandszeitschriften. Später gab er diesen Beruf auf, um sich in der Entwicklungspolitik, als freier Journalist und in der Erwachsenenbildung zu betätigen. Dies zog seit 1955 zahlreiche Reisen nach sich.
Zwischen 1966 und 1978 lebte und arbeitete er als Berater für landwirtschaftliche Entwicklungsplanung im Dienste der Welternährungsorganisation der Vereinten Nationen in Nepal, Thailand, Brasilien und Haiti. Seine Reisen unternahm er in fünf Kontinente.
Seit 1978 lebte Wolf Donner wieder in Deutschland und arbeitete vorwiegend als freier Schriftsteller. Daneben war er weiterhin Mitarbeiter an wissenschaftlichen Instituten, Gutachter und Erwachsenenbildner. Von 1985 bis 2004 war er Chefredakteur der Fachzeitschrift Nepal Information. Von 1993 bis 1999 war Donner zudem Vorsitzender der Deutsch-Nepalischen Gesellschaft, zu deren Ehrenvorsitzendem er 2005 ernannt wurde.
Er lebte mit seiner Frau Eka in Köln und war Träger des Bundesverdienstkreuzes I. Klasse. Im November 2018 starb er 95-jährig in Köln.

## Schriften
- Die sozial- und staatspolitische Tätigkeit der Kriegsopferverbände. Ein Beitrag zur Verbandsdiskussion. Duncker & Humblot, Berlin 1960.
- Nepal. Raum, Mensch und Wirtschaft. Harrassowitz, Wiesbaden 1972, ISBN 3-447-01390-7.
- The five faces of Thailand. An economic geography. C. Hurst & Comp., London 1978.
- Haiti. Naturraumpotential und Entwicklung. Erdmann, Tübingen 1980, ISBN 3-7711-0349-5.
- Lebensraum Thailand. Deutsch-Thailändische Gesellschaft, Bonn 1983, ISBN 3-923387-07-5.
- Thailand ohne Tempel. Lebensfragen eines Tropenlandes. R. G. Fischer, Frankfurt am Main 1984; 2., aktualisierte Auflage 1989; 3., aktualisierte und erweiterte Auflage 1993, ISBN 3-89406-823-X.
- Thailand. Räumliche Strukturen und Entwicklung. Wissenschaftliche Buchgesellschaft, Darmstadt 1989.
- Nepal. Im Schatten des Himalaya. C. H. Beck, München 1990, ISBN 3-406-33179-3.
- Lebensraum Nepal. Eine Entwicklungsgeographie. Institut für Asienkunde, Hamburg 1994, ISBN 3-88910-126-7.
- Thailand. Land zwischen Tradition und Moderne. C. H. Beck, München 1996, ISBN 3-406-39862-6.
- Gefangener in drei Erdteilen. Erinnerungen eines ganz gewöhnlichen Soldaten. Pro Business, Berlin 2003, ISBN 3-934529-16-X.
- mit Eka Donner: Raumstation Brasilia: Erinnerungen an eine Stadt der Zukunft. Pro Business, Berlin 2004, ISBN 3-937343-91-1.
- Nepalkunde. Menschen, Kulturen und Staat zwischen Monsunwald und Bergwüste. Edition Kathmandu, Bergisch Gladbach 2008, ISBN 978-3-939834-01-4.
- Ins verbotene Land. Frühe Reisende in Nepal. Pro Business, Berlin 2010, ISBN 978-3-86805-592-4.
- Als Mustang noch verboten war. Eine Reise in Nepal 1968. Pro Business, Berlin 2011, ISBN 978-3-86386-093-6.
- Ich werde dir die Welt zeigen. Das Leben von Wolf und Eka Donner. Pro Business, Berlin 2014, ISBN 978-3-86386-636-5.